# St. Jakob in der Au

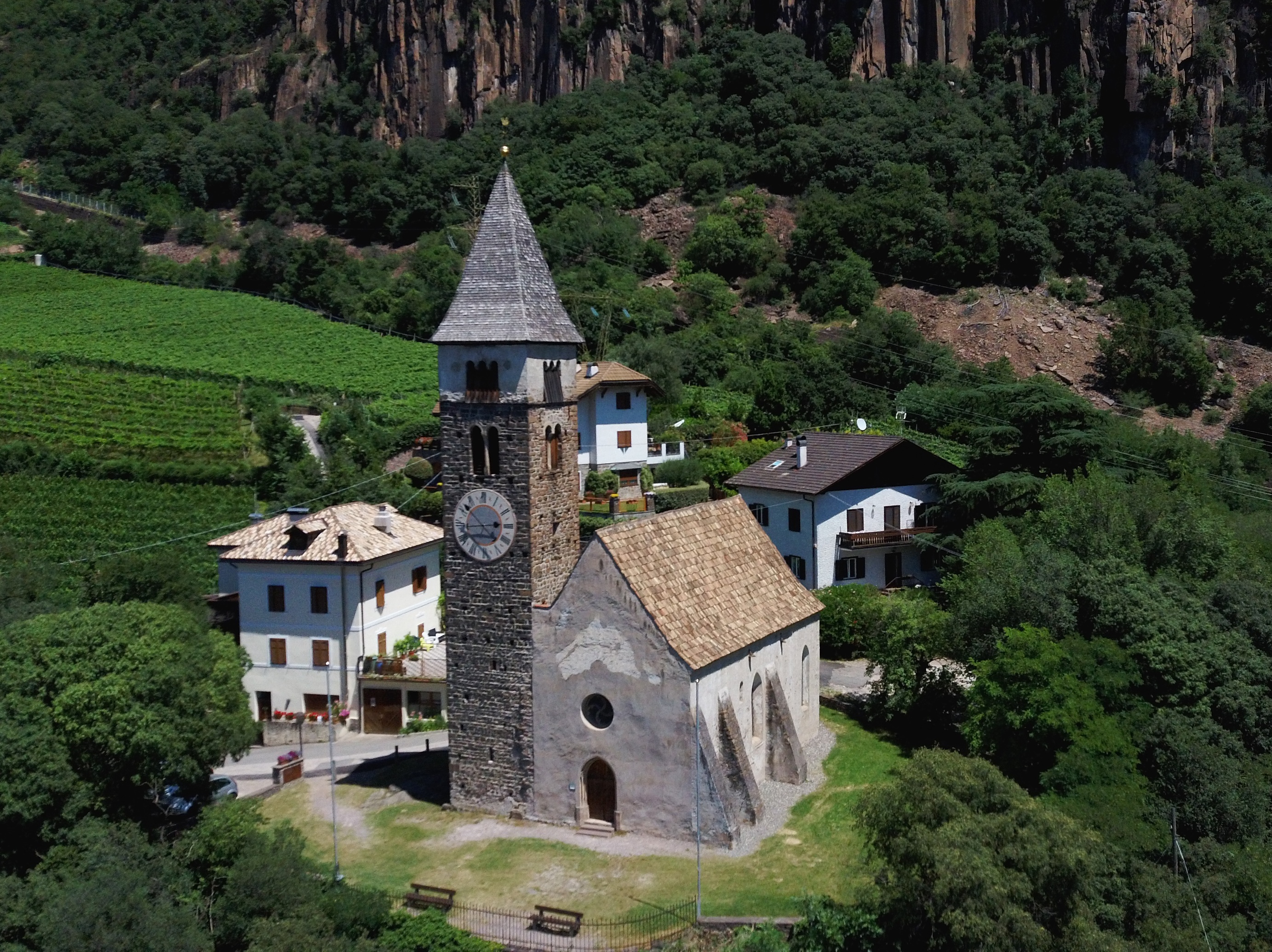
St. Jakob in der Au

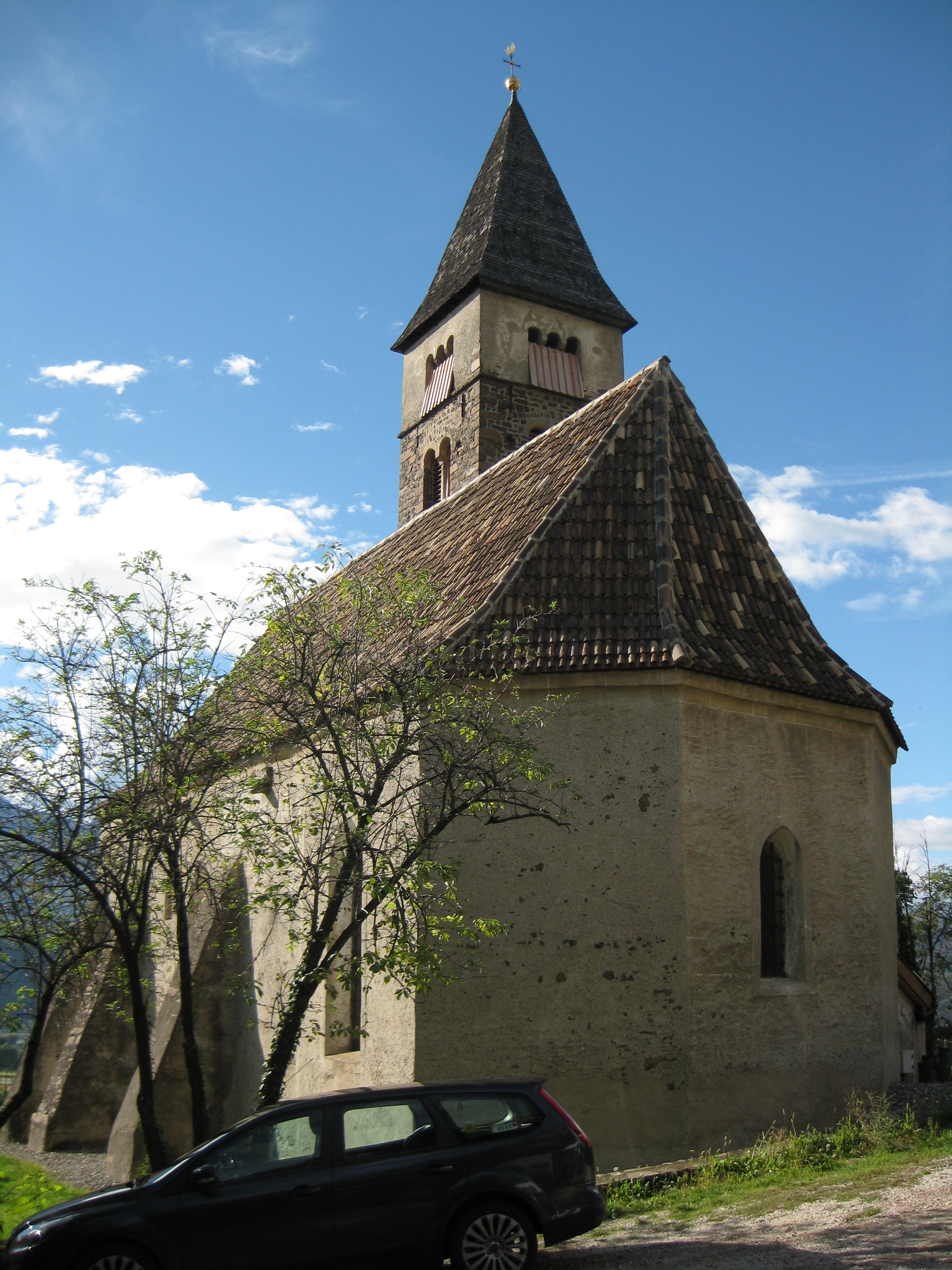
Die St.-Jakobs-Kirche in der Au bei Leifers von Osten

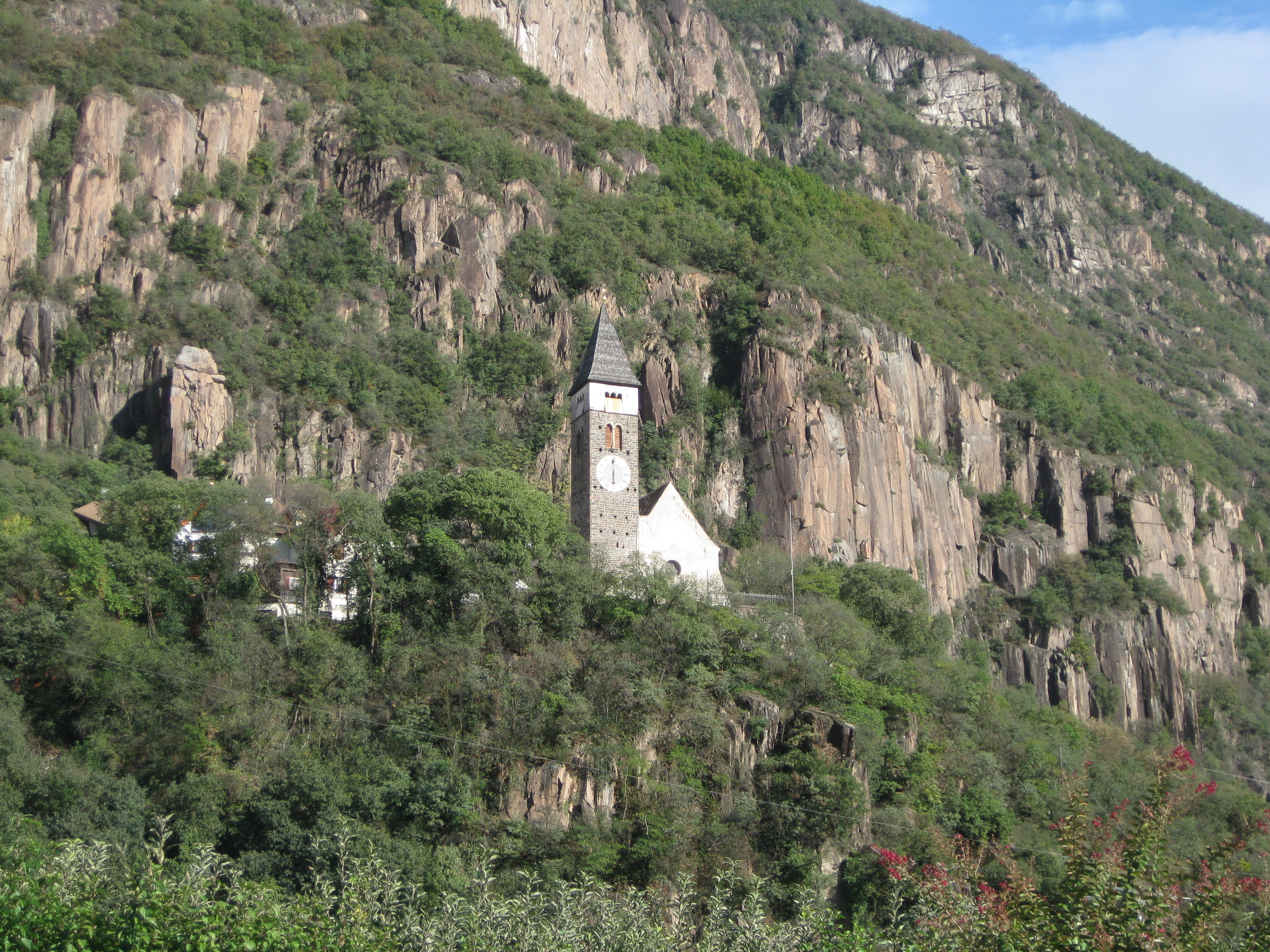
Die Kirche vom Talboden

St. Jakob in der Au (auch St. Jakob in Unterau oder St. Jakob in Schint) ist ein Südtiroler hochmittelalterlicher Kirchenbau in St. Jakob bei Leifers, südlich von Bozen. Die Kirche befindet sich in erhöhter Talrandlange auf einem weithin sichtbaren Kirchhügel, der ein westlicher Ausläufer des Regglbergs ist.

## Geschichte
Die Kirche wird ersturkundlich 1237 im Register des Notars Jakob Haas als ecclesia sancti Jacobi in Cinte erwähnt. 1275 und 1364 wird die Kirche als St. Jakob in Shinte bzw. in Schint in Testamenten begünstigt. Der alte Name St. Jakob in Schint kam später ab und wurde von St. Jakob in der Au bzw. in der Unterau (im Gegensatz zu Oberau) abgelöst. St. Jakob gehörte früher zum Pfarrsprengel von Bozen.
In der Landgerichtsordnung von Gries-Bozen aus dem Jahr 1487 erscheint mit Mang Kuenn  ein eigener Viertelhauptmann „zu sand Jacob“, der zugleich als landesfürstlicher Steuereinnehmer fungiert.

## Architektur
Die Mauern des Langhauses stammen noch aus romanischer Zeit, ebenso die rundbogigen Schlitzfenster an der Südseite und der steinsichtig aufgemauerte Turm mit Spitzpyramide und Biforien- bzw. Triforienfenstern. Das Kirchenschiff wurde 1542 mit einem sternrippigen Netzgewölbe neu eingedeckt. Über dem Gewölbe des Langhauses haben sich Freskenreste aus dem Ende des 14. Jahrhunderts erhalten, die der Bozner Malschule zugewiesen werden. Der Triumphbogen ist mit Wandmalereien von 1484 versehen. Der polygonal abschließende Chor wurde 1480 errichtet. Um- und Erweiterungsbauten des frühen 20. Jahrhunderts durch Ferdinand Mungenast und Hans Treffer wurden 1970/71 rückrestauriert.
Die Kirche wurde 1978 unter Denkmalschutz gestellt.

## Archiv
Aus den Jahren 1540 bis 1803 sind 81 Rechnungsbücher von St. Jakob in der Au am Stadtarchiv Bozen überliefert (Hss. 858–939), die von den jeweiligen Kirchpröpsten geführt wurden.